# Sprechrolle
Eine Sprechrolle bezeichnet in Werken des Musiktheaters (also Opern, Operetten und Musicals) eine Rolle, die nur aus gesprochenem Text besteht und nichts zu singen hat.
In Theater und Film unterscheidet man zwischen „nicht sprechenden“ und „sprechenden“ Rollen.

## Musiktheater
Bis zum Anfang des 19. Jahrhunderts gab es noch keine scharfe Trennung zwischen Schauspielern, Sängern und Tänzern. Die Schauspieler und Tänzer wurden je nach stimmlichen und gesanglichen Fähigkeiten auch in der Oper eingesetzt. Kleine Sprechrollen gibt es in vielen Singspielen, es sind Boten, Diener, Wirte oder ähnliche Figuren, die nur für den Handlungsablauf von Interesse sind. Meistens sprechen diese Personen nur in den Dialogen zwischen den Musiknummern; wenn Musik und gesprochener Text zugleich erklingen, ist es ein Melodram.
Größere Sprechrollen in Opern konnten für bekannte Schauspieler vorgesehen sein, so wie die pantomimischen Rollen etwa in der Stummen von Portici für Tänzer gedacht sein konnten. Harald Schmidt übernahm zum Beispiel die Sprechrolle des Haushofmeisters in Ariadne auf Naxos an der Staatsoper Stuttgart.
Es sind oft Figuren, die außerhalb stehen oder besonders erhaben sind, so der Herrscher Bassa Selim in Mozarts Entführung
oder Puck in Benjamin Brittens Oper A Midsummer Night's Dream. Die sogenannten 3.-Akt-Komiker in der Wiener Operette waren ausgedehnte Sprechrollen mit der Möglichkeit zur Improvisation.
Eine gesprochene Titelrolle einer Oper ist Ferruccio Busonis Arlecchino aus Arlecchino oder die Fenster. In George Gershwins Porgy and Bess haben alle weißen Personen Sprechrollen, was sie deutlich von der Welt der Afroamerikaner trennt.

## Theater und Film
Eine Sprechrolle beinhaltet mindestens einen kurzen Text und unterscheidet den (Klein)schauspieler damit vom Komparsen oder Statisten. Damit ist häufig auch eine bessere Bezahlung verbunden.